# ناثان كاتس
ناثان كاتس (بالإنجليزية: Nathan Katz)‏ هو كاتب أمريكي، ولد في 1948.